# Omophron

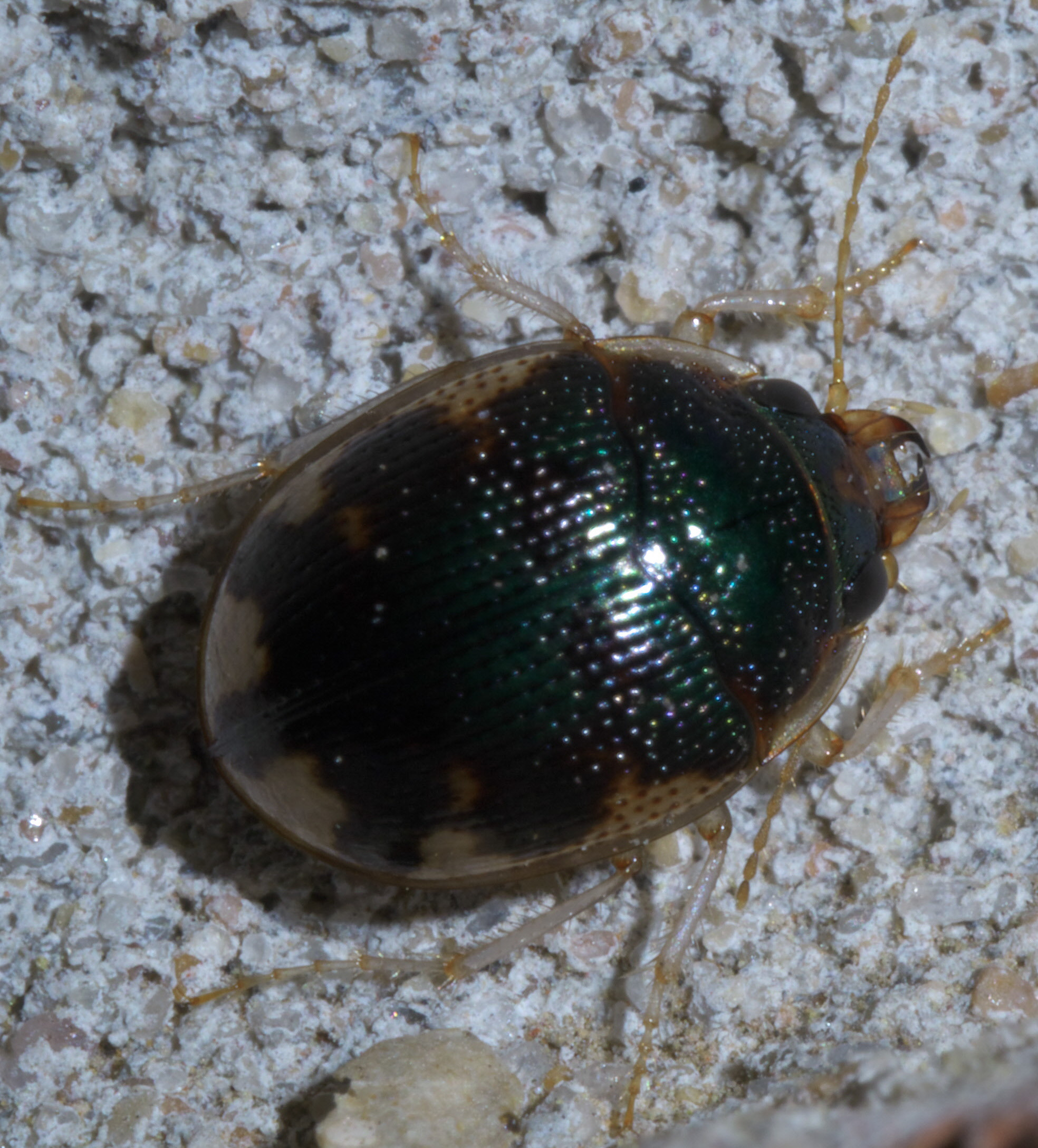
Omophron nitidum

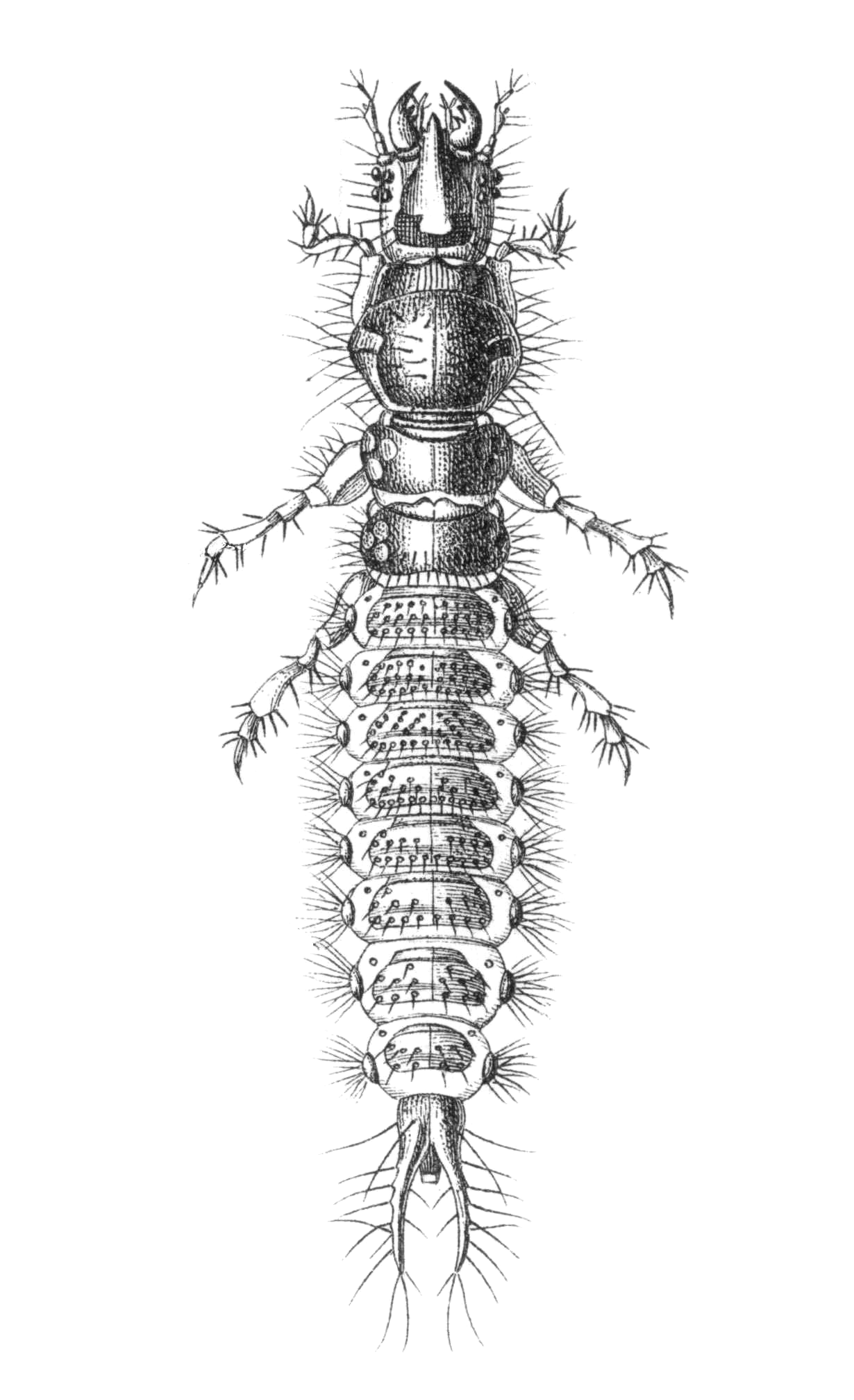
Omophron limbatum, larvae

Los omofroninos (Omophroninae) son una subfamilia de coleópteros adéfagos  de la familia Carabidae, con un único género Omophron.
Son principalmente del hemisferio norte, también de América central, Sudáfrica, Madagascar, Malasia y Filipinas.

## Especies
Omophron contiene 68 especies en dos subgéneros:
Subgénero Omophron Latriele, 1802
- Omophron aequale Morawitz, 1863
- Omophron affine Banninger, 1918
- Omophron africanum Rousseau, 1908
- Omophron amandae Valainis, 2010
- Omophron americanum Dejean, 1831
- Omophron axillare Chaudoir, 1868
- Omophron baenningeri Dupuis, 1912
- Omophron bicolor Andrewes, 1919
- Omophron brettinghamae Pascoe, 1860
- Omophron capense Gory, 1833
- Omophron capicola Chaudoir, 1868
- Omophron chelys Andrewes, 1921
- Omophron clavareauli Rousseau, 1900
- Omophron congoense Deleve, 1924
- Omophron dentatum LeConte, 1852
- Omophron dissimile Deleve, 1924
- Omophron distinctum Banninger, 1918
- Omophron gemmeum Andrewes, 1921
- Omophron ghesquierei Deleve, 1924
- Omophron gilae LeConte, 1852
- Omophron gratum Chaudoir, 1868
- Omophron grossum Casey, 1909
- Omophron guttatum Chaudoir, 1868
- Omophron hainanense Tian et Deuve, 2000
- Omophron interruptum Chaudoir, 1868
- Omophron labiatum Fabricius, 1801
- Omophron limbatum Fabricius, 1777
- Omophron lunatum Banninger, 1918
- Omophron luzonicum Darlington, 1967
- Omophron maculosum Chaudoir, 1850
- Omophron madagascariense Chaudoir, 1850
- Omophron mexicanum Dupuis, 1912
- Omophron minutum Dejean, 1831
- Omophron nitidum LeConte, 1848
- Omophron oberthueri Gestro, 1892
- Omophron obliteratum Horn, 1870
- Omophron oblonguisculum Chevrolat, 1835
- Omophron ovale Horn, 1870
- Omophron parvum Tian et Deuve, 2000
- Omophron piceopictum Wrase, 2002
- Omophron pictum Wiedemann, 1823
- Omophron picturatum Boheman, 1860
- Omophron porosum Chaudoir, 1868
- Omophron pseudotestudo Tian et Deuve, 2000
- Omophron riedeli Emden, 1932
- Omophron robustum G. Horn, 1870
- Omophron rotundatum Chaudoir, 1852
- Omophron saigonense Chaudoir, 1868
- Omophron severini Dupuis, 1911
- Omophron smaragdum Andrewes, 1921
- Omophron solidum Casey, 1897
- Omophron sphaericum Chevrolat, 1835
- Omophron stictum Andrewes, 1933
- Omophron striaticeps Gestro, 1888
- Omophron tesselatum Say, 1823
- Omophron testudo Andrewes, 1919
- Omophron virens Andrewes, 1929
- Omophron vittatum Wiedemann, 1823
- Omophron yunnanense Tian et Deuve, 2000

Subgénero Phrator Semenov, 1992
- Omophron alluaudi Dupuis, 1913
- Omophron barsevskisi Valainis, 2011
- Omophron depressum Klug, 1853
- Omophron grandidieri Alluaud, 1899
- Omophron multiguttatum Chaudoir, 1850
- Omophron rothschildi Alluaud, 1918
- Omophron schoutedeni Deleve, 1924
- Omophron tessellatum Say, 1823[3]
- Omophron variegatum Olivier, 1811
- Omophron vittulatum Fairmaire, 1894